# Alemania (pel·lícula de 2023)
Alemania és una pel·lícula dramàtica adolescent argentina-espanyola de 2023 escrita i dirigida per María Zanetti. Narra la història d'una adolescent que busca formar-se en l'exterior, però els seus plans canvien a causa dels problemes de salut mental de la seva germana gran. És protagonitzada per Maite Aguilar i Miranda de la Serna.
La cinta va ser seleccionada per a competir en la secció Horizontes Latinos al Festival Internacional de Cinema de Sant Sebastià 2023, on va ser projectada el 23 de setembre de 2023. La seva estrena comercial a les sales de cinemes de l'Argentina va ser l'11 d'abril de 2024.

## Argument
Lola, de setze anys, està estudiant el batxillerat quan sorgeix la possibilitat de cursar un semestre a Alemanya. Lola vol anar, però la seva família, atabalada pels problemes psiquiàtrics de la seva germana gran, no vol que faci el viatge. La falta d'estabilitat i l'esgotament en els llaços amb la seva família fan que Lola segueixi endavant amb la seva idea i es llanci a buscar noves experiències que li facin veure's a si mateixa i a les circumstàncies que l'envolten amb altres ulls.

## Repartiment
- Maite Aguilar com a Lola
- Miranda de la Serna com a Julieta
- María Ucedo com a Sandra
- Walter Jakob com a Esteban
- Andy Pruss com a Alejo
- Catiana Aro com a Azul
- Vicky Peña com a Siru
- Martín Miller com a Lucho
- Federico Venzi com a Lucas
- Romina Pinto

## Premis i nominacions
| Premio/Festival de Cinema               | Data de l'esdeveniment                   | Categoria                                   | Nominat                         | Resultat  | Ref.  |
| --------------------------------------- | ---------------------------------------- | ------------------------------------------- | ------------------------------- | --------- | ----- |
| Festival de Sant Sebastià               | 22 de setembre al 30 de setembre de 2023 | Horizontes latinos                          | Alemania                        | Nominat   | [ 4 ] |
| Festival de Cinema de Ceará             | 25 de novembre a l'1 de desembre de 2023 | Millor direcció                             | María Zanetti                   | Guanyador | [ 6 ] |
| Festival de Cinema de Ceará             | 25 de novembre a l'1 de desembre de 2023 | Millor guió                                 | María Zanetti                   | Guanyador | [ 6 ] |
| Festival de Cinema de Ceará             | 25 de novembre a l'1 de desembre de 2023 | Millor direcció d'art                       | Micaela Saiegh                  | Guanyador | [ 6 ] |
| Premis Martín Fierro de Cinema i Series | 21 de octubre de 2024                    | Millor opera prima                          | Alemania                        | Nominat   | [ 7 ] |
| Premis Martín Fierro de Cinema i Series | 21 de octubre de 2024                    | Millor actriu de drama                      | Miranda de la Serna             | Nominat   | [ 7 ] |
| Premis Martín Fierro de Cinema i Series | 21 de octubre de 2024                    | Millor actriu de repartiment de drama       | María Ucedo                     | Nominat   | [ 7 ] |
| Premis Martín Fierro de Cinema i Series | 21 de octubre de 2024                    | Millor actriu revelació                     | Maite Aguilar                   | Nominat   | [ 7 ] |
| Premis Martín Fierro de Cinema i Series | 21 de octubre de 2024                    | Millor fotografia                           | Agustín Barrutia                | Nominat   | [ 7 ] |
| Premis Martín Fierro de Cinema i Series | 21 de octubre de 2024                    | Millor música original                      | Sergio de la Puente             | Nominat   | [ 7 ] |
| Premis Cóndor de Plata                  | 20 de febrer de 2025                     | Millor opera prima                          | Alemania                        | Nominat   | [ 8 ] |
| Premis Cóndor de Plata                  | 20 de febrer de 2025                     | Millor actriu de repartiment                | Miranda de la Serna             | Nominat   | [ 8 ] |
| Premis Cóndor de Plata                  | 20 de febrer de 2025                     | Revelació femenina                          | Maite Aguilar                   | Nominat   | [ 8 ] |
| Premis Cóndor de Plata                  | 20 de febrer de 2025                     | Millor direcció de càsting                  | Katia Szechtman i Mariana Mitre | Guanyador | [ 8 ] |
| Premis Cóndor de Plata                  | 20 de febrer de 2025                     | Millor cançó original                       | «Waitin For»                    | Nominat   | [ 8 ] |
| Premis Platino                          | 27 d'abril de 2025                       | Millor opera prima de ficció iberoamericana | Alemania                        | Nominat   | [ 9 ] |
| Premis Platino                          | 27 d'abril de 2025                       | Cinema i educació en valors                 | Alemania                        | Nominat   | [ 9 ] |